# Shield AI MQ-35A V-BAT
V-BAT (позначення MQ-35A) — це безпілотний літальний апарат вертикального зльоту і посадки (ЛВЗП), який спочатку був розроблений компанією Martin UAV, а згодом переданий Shield AI.

## Історія
У квітні 2021 року Військово-морські сили США обрали V-BAT для створення прототипу та подальшого розвитку.
У лютому 2022 року бразильська компанія VSK Tactical замовила невідому кількість V-BAT для місій зі спостереження за кордоном, а також безпеки та моніторингу навколишнього середовища.
21 грудня 2022 року V-BAT разом із Skyways V2.6B вперше доставили вантаж на судно ВМС США, що знаходилось у морі, перевізши по 22,5 кг вантажу на відстань 200 морських миль (370 км).
У березні 2023 року Армія США повідомила, що V-BAT обрано для участі у другому етапі конкурсу Future Tactical Unmanned Aircraft System (FTUAS), який має замінити RQ-7B Shadow. Shield AI співпрацювала з Northrop Grumman у рамках конкурсу.
9 жовтня 2023 року Shield AI оголосила, що V-BAT отримав можливість керування роєм дронів.
У листопаді 2024 року Shield AI підписала угоду з JSW Defense and Aerospace для виробництва V-BAT в Індії. У цьому ж місяці з'явилася інформація, що ЗСУ почали таємно використовувати V-BAT у війні проти Росії.
У грудні 2024 року Shield AI та Palantir Technologies оголосили про поглиблення стратегічного партнерства та розгортання виробництва V-BAT на базі технології Warp Speed компанії Palantir .
У січні 2025 року був обраний для роботи з військових кораблів, що експлуатуються Морськими силами самооборони Японії . 

## Технічні характеристики
- Довжина: 2,7 м
- Розмах крил: 3,0 м
- Маса: 57 кг
- Силова установка: 1 × двоциліндровий двигун Suter TOA 288
- Максимальна швидкість: 90 км/год
- Тривалість польоту: 10 годин
- Стеля: 6100 м